# هنريك شيركو
هنريك شيركو (بالكرواتية: Henrik Širko)‏ مواليد 22 مايو 1992 في شيبينيك، كرواتيا، هو لاعب كرة سلة كرواتي. بدأ مسيرته الاحترافية في سنة 2008. يلعب في الدوري الكرواتي لكرة السلة الدرجة الأولى. يحمل الرقم 14.

## المسيرة الاحترافية
لعب مع نادي شيبينيك لكرة السلة من سنة 2008 إلى 2010، ثم لعب مع نادي زادار لكرة السلة في موسم 2014–2015، ثم لعب مع نادي سبليت لكرة السلة في سنة 2015.

## روابط خارجية
- هنريك شيركو على موقع الاتحاد الدولي لكرة السلة (الإنجليزية)
- هنريك شيركو على موقع كرة السلة الأوروبية.كوم (الإنجليزية)
- هنريك شيركو على موقع ريلجم (الإنجليزية)
- هنريك شيركو على موقع بروبوليرز (الإنجليزية)
- هنريك شيركو على موقع سبورتس رفرنس (الإنجليزية)